# كولن فريزر
كولن فريزر (بالإنجليزية: Colin Fraser)‏ (و. 1985  م) هو لاعب هوكي الجليد كندي، ولد في سوري، كولومبيا البريطانية، مركز لعبه هو مركز ‏.
.

## جوائز
حصل على جوائز منها:
- كأس ستانلي.

## روابط خارجية
- كولن فريزر على موقع دوري الهوكي الوطني (الإنجليزية)
- كولن فريزر على موقع قاعة مشاهير الهوكي (لاعب أن.إتش.أل) (الإنجليزية)
- كولن فريزر على موقع EliteProspects.com (الإنجليزية)
- كولن فريزر على موقع HockeyDB.com (الإنجليزية)
- كولن فريزر على موقع Hockey-Reference.com (الإنجليزية)